# Walckenaeria hamus
Walckenaeria hamus là một loài nhện trong họ Linyphiidae.
Loài này thuộc chi Walckenaeria. Walckenaeria hamus được Jörg Wunderlich miêu tả năm 1995.